# Csurgó-patak
A Csurgó-patak a Cserhátban ered, Vanyarc északi határában, Nógrád vármegyében, mintegy 270 méteres tengerszint feletti magasságban. A patak forrásától kezdve déli irányban halad, majd Vanyarc településtől délkeletre éri el a Vanyarci-patakot.
A Csurgó-patak vízgazdálkodási szempontból a Zagyva Vízgyűjtő-tervezési alegység működési területét képezi.

## Part menti település
- Vanyarc